# Kasia Lins
Kasia Lins, pseudonimo di Katarzyna Agata Zielińska (Poznań, 1º giugno 1990), è una cantante polacca.

## Biografia
Zielińska si è avvicinata alla musica da piccola, diplomandosi in pianoforte presso la Poznańska Ogólnokształcąca Szkoła Muzyczna. Nella prima metà del 2013 si è presentata a X Factor e qualche mese dopo è uscito il suo primo album in studio, dal titolo Take My Tears.
Nel febbraio 2018 è stato presentato il suo secondo disco di inediti, intitolato Wiersz ostatni; esso le ha fatto guadagnare due nomination all'edizione annuale dei Fryderyk. Due anni dopo ne è stato messo in commercio il terzo, Moja wina, recensito positivamente dalla critica.
Omen, il suo primo LP a entrare la top 20 della OLiS, è stato pubblicato nell'ottobre 2023. La cantante si è dunque contesa tre Fryderyk nel marzo 2024.

## Discografia

### Album in studio
- 2013 – Take My Tears
- 2018 – Wiersz ostatni
- 2020 – Moja wina
- 2023 – Omen

### EP
- 2017 – Save Me Boy

### Singoli
- 2013 – Ain't Gonna Wait
- 2015 – Man In the Mirror
- 2016 – Tonę
- 2017 – Dawno (feat. Lukasz Lach)
- 2020 – Rób tak dalej
- 2020 – Koniec świata
- 2020 – Moja wina
- 2022 – Wola (con i Nene Heroine)
- 2023 – Po trupach do ciebie
- 2023 – Do śmierci mamy czas (con WaluśKraksaKryzys)
- 2023 – Nieba nie ma
- 2023 – Pył (con i Happysad)
- 2023 – Persefona
- 2024 – Trucizna
- 2024 – Ranię
- 2024 – Kochałam cię na zabój
- 2024 – Sto żyć (con Pezet)
- 2025 – Trucizna (con Igor Herbut)